# Heidi Wastweet
Heidi Wastweet est une sculptrice et médailleur américaine. Spécialisée dans le bas-relief, son travail englobe des médailles coulées et frappées, ainsi que des monuments publics. Depuis 1987, elle a créé plus de 1 000 pièces de monnaie, médailles et jetons pour diverses monnaies privées.
Wastweet a été la cheffe graveur de Sunshine Mint pendant onze ans et la principale designer/sculptrice de Global Mint pendant cinq ans. En 2001, elle a ouvert son propre studio et a depuis lors déménagé de l'Idaho à Seattle, puis à la région de la Baie de San Francisco. Elle est une figure influente dans le domaine de l'art numismatique, ayant servi au sein du comité consultatif des citoyens sur les pièces de monnaie (CCAC) de la Monnaie des États-Unis et contribuant activement à l'amélioration de la qualité artistique des pièces américaines au sein du programme Artistic Infusion.

## Biographie et carrière
Heidi Wastweet s'est passionnée pour l'art dès son plus jeune âge, décidant de devenir artiste à six ans et commençant la sculpture à dix-huit ans. Sa carrière a débuté en 1987 dans une monnaie privée en Idaho, avant de passer à une autre monnaie basée à Las Vegas, puis de devenir artiste indépendante,. Elle a occupé le poste de cheffe graveur et sculptrice médailleur chez Sunshine Mint pendant 11 ans, où elle a participé à toutes les étapes du processus de frappe, de la conception à la production,. Sunshine Mint est l'un des principaux fournisseurs de flans de monnaie pour les American Silver Eagles de la Monnaie des États-Unis. Par la suite, elle a dirigé le département de sculpture chez Global Mint pendant cinq ans,.
En 2001, elle a établi son propre studio, Wastweet Studio Inc., et a déménagé de l'Idaho à Seattle en 2003, puis dans la région de la baie de San Francisco en 2013. En 2023, elle a célébré sa 36e année en tant qu'artiste professionnelle.

## Citizens Coinage Advisory Committee(CCAC)
Heidi Wastweet a été nommée au comité consultatif des citoyens sur les pièces de monnaie (CCAC) par le secrétaire au Trésor Timothy Geithner en mars 2010, occupant le poste de spécialiste en sculpture ou en art médallique. Elle a effectué deux mandats de quatre ans, servant de 2010 à 2018. Son rôle consistait à examiner les travaux de la Monnaie des États-Unis et à conseiller le Trésor sur les motifs des pièces qui seraient mises en circulation,.
Au sein du CCAC, Wastweet a souligné l'importance de l'art dans la conception des pièces, affirmant que des œuvres médiocres peuvent donner une impression de médiocrité d'un pays. Elle estime que les États-Unis sont en retard par rapport à des pays comme le Canada, l'Union européenne et la Grande-Bretagne en matière d'innovation en matière de pièces, souvent « recyclant des designs » classiques plutôt que de créer de nouvelles œuvres d'art.
Elle a été membre du sous-comité sur l'excellence de la conception des pièces, chargé de développer des recommandations pour améliorer la qualité artistique des futures propositions de thèmes et de designs,. Elle a également participé à la rédaction du rapport A Blueprint for Advancing Artistic Creativity and Excellence in United States Coin and Medals (en français : « un plan d'action pour promouvoir la créativité artistique et l'excellence des pièces et médailles des États-Unis ») en 2011, qui a conduit à des réformes importantes au sein de la Monnaie des États-Unis, notamment le déplacement de la responsabilité du processus de conception hors du département des ventes et du marketing, et l'élargissement du programme Artistic Infusion (AIP).
Wastweet a insisté sur le fait que les pièces doivent être conçues pour être attrayantes à la fois en personne et numériquement, surtout à l'ère où les gens examinent les détails les plus infimes en ligne. Elle a également noté la difficulté de définir des termes comme « design moderne » ou « design classique », car ces concepts varient considérablement d'une personne à l'autre.

## Artistic Infusion
En 2019, Heidi Wastweet a rejoint le Programme Artistic Infusion (AIP) de la Monnaie des États-Unis, un groupe d'artistes externes qui créent des designs pour les pièces et médailles américaines. Son mandat en tant qu'artiste AIP s'est poursuivi jusqu'en 2023.
Parmi ses contributions en tant qu'artiste AIP, on compte :
- L'avers de la pièce d'or de 5 dollars Greatest Generation de 2024[10]. Ce design représente une section du Mur des Étoiles au Mémorial national de la Seconde Guerre mondiale avec une branche d'olivier. Chaque étoile symbolise cent Américains ayant perdu la vie, et la branche d'olivier représente la paix qui a suivi leur sacrifice[13] ;
- Les deux faces du dollar en argent National Purple Heart Hall of Honor de 2022[10] ;
- Le revers du demi-dollar commémoratif National Law Enforcement Memorial de 2021, qui a été sa première conception de pièce de monnaie américaine pour la Monnaie des États-Unis via l'AIP[10].

Heidi Wastweet a reçu le prix d'art numismatique de l'American Numismatic Association pour l'excellence en sculpture médallique en 2023, une distinction honorant l'ensemble de son travail dans ce domaine. Elle est également l'actuelle présidente de l'association américaine de sculpteurs médaillistes (AMSA), après avoir été vice-présidente et trésorière. Elle est éditrice du AMSA Member's Exchange et membre active de la fédération internationale de la médaille d'art (FIDEM) et de la National Sculpture Society (en) (NSS).
Ses médailles font partie des collections permanentes d'institutions telles que la Smithsonian Institution, le British Museum (collections de pièces et médailles), l'American Numismatic Society, le Museum of Fine Arts de Boston et la collection du Vatican,.
Parmi ses œuvres les plus notables, on peut citer :
- La médaille Black Crowned Night Heron de 2018, commandée par Brookgreen Gardens (en), qui a remporté le prix de la médaille américainede l'année. Wastweet a choisi le héron bihoreau gris pour ce sujet en raison de sa présence significative dans la volière de Brookgreen[15] ;
- La sculpture de la médaille du centenaire de John F. Kennedy en argent d'une once en 2017, conçue par Gary Marks[16] ;
- La conception et la sculpture de la série de pièces en argent de 2 onces à haut-relief Egyptian Gods, distribuée par Provident Metals, incluant des représentations de Sobek, Cléopâtre et Anubis[17] ;
- La sculpture des médailles Liberty's Glory et de la médaille fictive Marksova pour Gary Marks[18] ;
- Le prix du Doyen pour la faculté de droit de l'université de Washington[1],[2] ;
- Une série de sept pièces de monnaie pour le Sultanat du Darfour[1] ;
- La médaille Brookgreen de 2017, la première médaille carrée de la série[12],[14] ;
- Les médailles Abbreviated Liberty et Liberty/Anarchy, qui sont exposées au Museum of Fine Arts en 2025[19] ;
- La médaille en bronze coulé New York City Library Lion de 2018[20] ;
- Des œuvres d'art publiques, dont le Monument de la Médaille d'honneur à l'université de Washington et des panneaux de bas-relief en bronze pour les portes de l'église Saint-Paul à Pensacola, en Floride[1].

## Philosophie artistique et enseignement
Wastweet perçoit les pièces de monnaie comme de l'« art échangeable »,. Son style est contemporain et représentatif, mettant en avant le symbolisme et la figure humaine. Ses influences incluent l'art classique italien, les sculptures égyptiennes anciennes, la sculpture polonaise moderne, notamment la juxtaposition des espaces positifs et négatifs, ainsi que des artistes comme Pisanello, Laura Gardin Fraser, Adolph Weinman et Augustus Saint-Gaudens,. Elle considère Saint-Gaudens comme la référence en matière de conception médallique.
Elle met l'accent sur l'importance de la présentation numérique des pièces, car le dessin initial et le rendu numérique sont souvent les premiers points de contact du public avec une pièce. Elle est une ardente défenseuse des arts médalliques et s'efforce de former de nouveaux artistes. Elle dirige un atelier annuel de sculpture de médailles à Brookgreen Gardens en Caroline du Sud. Elle a également formé plus d'une douzaine d'artistes en tant que sculpteurs médailleurs au fil des ans,.